# Вишків
Ви́шків — село в Вигодській громаді Калуського району Івано-Франківської області України. 

## Розташування
Розташоване на висоті 800 м н. р. м, у верхів'ях долини річки Мізунька, поруч з головним Вододільним хребтом. Село лежить на трасі Долина — Хуст, яка з півночі перетинає Вишківський перевал, а з півдня — Торунський перевал. На захід відходить дорога до сусіднього села — Сенечів (Семичів).

## Географія
У селі потоки Сідиновець та Стримба впадають у річку Мізунька.

## Герб
У щиті, перетятому лазуровим і зеленим, лазурова, тричі зламана балка, обтяжена шістьма срібними ялинками. Поверх всього золота різьблена жердина, що супроводжується праворуч укороченою балкою, обтяженою геометричним орнаментом і увінчаною золотим будинком, а зліва - золотим оленем, що скаче, супроводжується праворуч знизу двома золотими грибами, правий більший.

## Історія

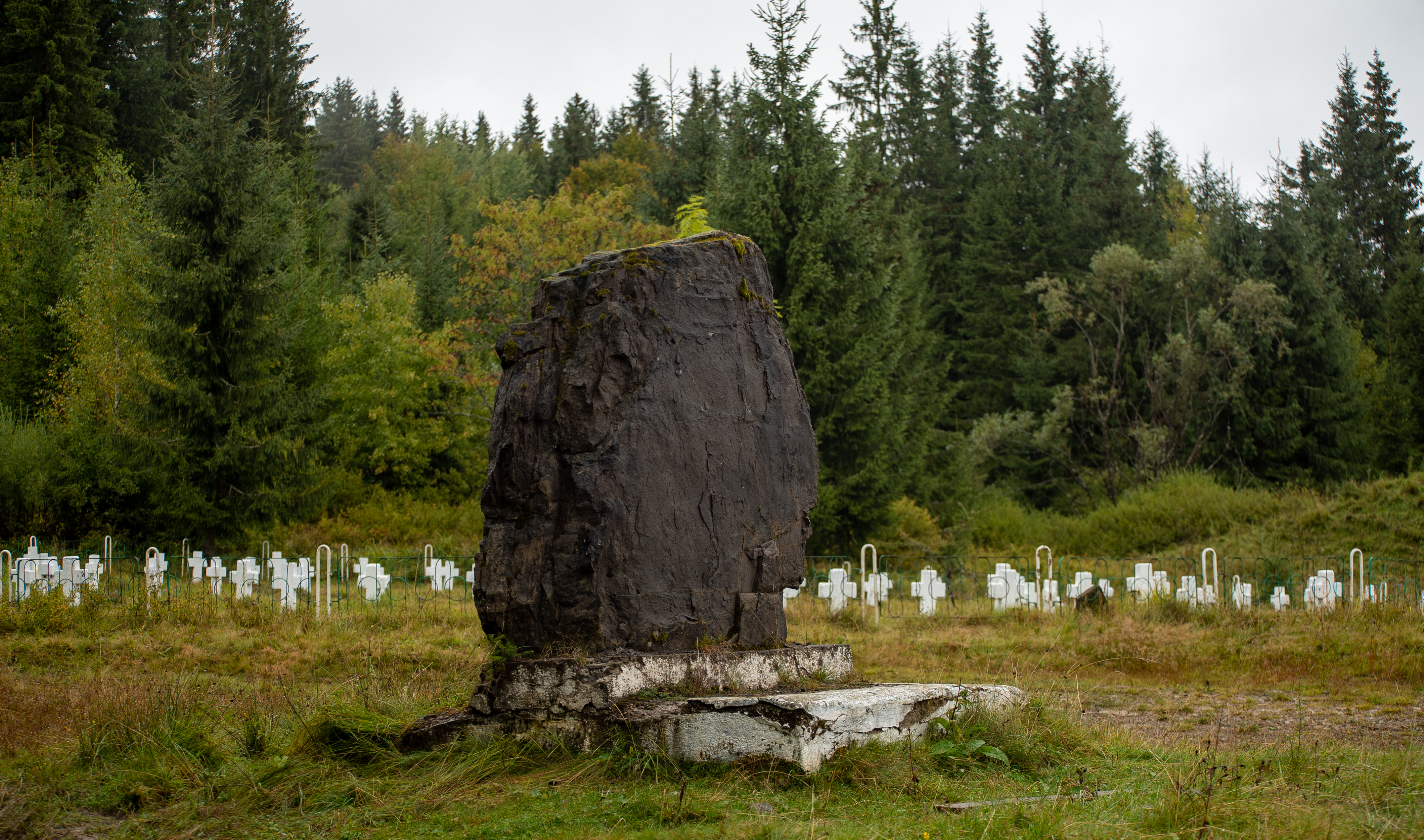
Кладовище вояків, полеглих у Першій світовій війні

У 1939 році в селі проживало 690 мешканців (595 українців, 40 поляків, 10 латинників, 40 євреїв і 5 німців та інших національностей).
У 2021 році завершили 18-річне будівництво місцевої школи.

## Населення

### Мова
Розподіл населення за рідною мовою за даними перепису 2001 року:
| Мова       | Кількість | Відсоток |
| ---------- | --------- | -------- |
| українська | 648       | 99.54%   |
| російська  | 3         | 0.46%    |
| Усього     | 651       | 100%     |

## Туризм
Вишків — зручний пункт для початку мандрівок на Вишківський Ґорґан та озеро Синевир. На захід маршрут із позначками веде через вершини Чорна Ріпа та Високий Верх у смт Славське Львівської області.
На території бази відпочинку «Високий Перевал» функціонує підйомник завдовжки 700 м, перепад висот до 200 м.
Храм Різдва Богородиці є єдиною церквою Московського патріархату на Долинщині.

## Відомі люди
- Забілий Руслан Володимирович — український історик, фахівець з історії ОУН-УПА, директор Національного музею-меморіалу жертв окупаційних режимів «Тюрма на Лонцького» у Львові, екс-директор Центру досліджень визвольного руху (Львів) (2008–2009);
- Фрасуляк Степан Федорович «Хмель» (нар. 23 січня 1904, Львів — пом. 1 липня 1951, біля гори Яйко-Ілемське, Долинський район, Івано-Франківська область) — вчитель у селі в 1928—1935 роках, підпільник ОУН, надалі — славетний командир ТВ-23 «Магура» (10.1944 — 1.1945), начальник військового штабу ВО-4 «Говерла», підполковник УПА (посмертно), перший історіограф та теоретик партизанської боротьби УПА, засновник та керівник старшинської школи «Олені» (1.03.1944 — 15.05.1944).